# Harichaur
Harichaur (nep. हरीचौर) – gaun wikas samiti w zachodniej części Nepalu w strefie Dhawalagiri w dystrykcie Baglung. Według nepalskiego spisu powszechnego z 2011 roku liczył on 1270 gospodarstw domowych i 5266 mieszkańców (2986 kobiet i 2280 mężczyzn).